# Garinjuga maryannae
Garinjuga maryannae is een haft uit de familie Leptophlebiidae. De wetenschappelijke naam van de soort is voor het eerst geldig gepubliceerd in 1988 door Campbell & Suter.
De soort komt voor in het Australaziatisch gebied.